# Salticus peckhamae
Salticus peckhamae är en spindelart som först beskrevs av Cockerell 1897.  Salticus peckhamae ingår i släktet Salticus och familjen hoppspindlar. Inga underarter finns listade i Catalogue of Life.